# Миасский геологоразведочный колледж
Миасский геологоразведочный колледж — государственное бюджетное профессиональное образовательное учреждение среднего профессионального образования города Миасса, основанное в 1921 году.

## История
14 мая 1920 года по декрету В. И. Ленина в районе города Миасса Челябинской губернии и Ильменских гор был создал геолого-минералогический Ильменский государственный заповедник. Для обеспечения его, а также предприятий горно-добывающей промышленности Южного Урала профессиональными кадрами, Миасский городской совет с разрешения Уральского областного комитета профтехобразования 8 мая 1920 года принял решение об открытии в городе Миассе образовательного учреждения — политехникума с четырёхлетней программой обучения. Политехникум должен был готовить горняков и бухгалтеров.
Первый набор учащихся политехникума (в количестве 50 человек) был произведён в марте-апреле 1921 года. В число слушателей принимались лица, окончивших не менее двух классов школы 2-й ступени или равного по объёму учебного заведения. Набор осуществлялся по результатам собеседования, которое проводили преподаватель математики и преподаватель истории, отвечавшие за приём, соответственно, на горное и промышленно-экономическое отделения.
Занятия начались 14 апреля 1921 года. Занятия проводились в вечернее время, поскольку преподаватели днём трудились по основному месту работы, а учащиеся — на Миасском напилочном заводе, в советских и хозяйственных учреждениях, в детских домах. Первый выпуск состоялся 27 июне 1924 года.
До 1924 год политехникум и общежитие его учащихся помещались в доме бывшего миллионера-золотопромышленника Егора Симонова.
В 1924 году политехникум (горно-экономическом техникуме) был преобразован в профтехшколу, в 1930 году — в горноучебный комбинат, который объединил в себе техникум, рабфак, горно-промышленное училище и школу ученичества массовых профессий.
В 1934 году техникум стал самостоятельным учебным заведением, получив название горного. В нём готовились техников, буровики, маркшейдеров, геологов. К 1945 году техникум был перепрофилирован на подготовку специалистов геологических профессий.
В 1956 году для техникума был построен комплекс зданий, и осенью 1961 года в нём открылось вечернее отделение.
В 1995 году Миасский геологоразведочный техникум получил статус колледжа.

## Специальности
Подготовка в Миасском геологоразведочном техникуме проводится по специальностям: 
- Геология, поиск и разведка месторождений полезных ископаемых
- Гидрогеология и инженерная геология
- Технология и техника разведки месторождений полезных ископаемых
- Землеустройство»[1].
- Правоведение
- Программное обеспечение вычислительной техники и автоматизированных систем

Материальная база техникума — полевой лагерь «Наилы». Учащиеся проходят практику в Ильменском государственном заповеднике и Института минералогии УрО РАН.
Ежегодный выпуск специалистов для геологоразведочной отрасли страны — свыше 200 человек.
По состоянию на 2001—2002 год, Миасский геологоразведочный техникум (колледж) выпустил более 16 тысяч специалистов.